# Port lotniczy Marka
Port lotniczy Marka – międzynarodowy port lotniczy położony we wschodnim Ammanie. Jest drugim co do wielkości portem lotniczym w Jordanii. Jest otwarty całą dobę.

## Linie lotnicze i połączenia
- Malta Air Charter (Akaba, Marsa Alam, Mediolan-Malpensa)
- Royal Falcon (Baku, Szardża)